# Đàm Tự Đồng
Đàm Tự Đồng (1865 - 1898), hiệu là Tráng Phi; là nhà văn, nhà thơ, nhà cách mạng Trung Quốc thời cận đại.

## Tiểu sử
Đàm Tự Đồng sinh ngày 10 tháng 3 1865 ở huyện Lưu Dương (nên người đời còn gọi ông là Đàm Lưu Dương), tỉnh Hồ Nam, Trung Quốc.
Thuở nhỏ, ông được học văn và võ. Nhưng vì mẹ mất sớm, phải sống với người mẹ kế, nên ông đã có một tuổi thơ không hạnh phúc.
Năm 20 tuổi, ông gia nhập quân đội ở Tân Cương. Khoảng 10 sau, ông gặp Lương Khải Siêu, nghe kể về Khang Hữu Vi và cuộc vận động Duy tân của nhà cách mạng này, ông phục lắm nên bỏ việc quân về Trường Sa (Hồ Nam) lập một nhà học có tên là Thời Vụ học hiệu, rồi mời Lương Khải Siêu đến dạy.
Ngày 11 tháng 6 năm 1898, Hoàng đế Quang Tự cho thi hành biến pháp để duy tân nước nhà theo đề nghị của Khang Hữu Vi và Lương Khải siêu. Thế nhưng chỉ mấy ngày sau thì vấp phải sự chống đối quyết liệt của phái Hậu đảng (người đứng đầu là Thái hậu Từ Hi) vì bị mất lộc vị.
Đàm Tự Đồng, lúc bấy giờ đã tham gia phái Duy tân, thấy vậy bèn khuyên Hoàng đế Quang Tự mau chóng đoạt lại quyền bính. Hoàng đế nghe lời, triệu Viên Thế Khải (lúc bấy giờ đang thống lĩnh 7.000 quân) về Bắc Kinh bàn việc, rồi định đến ngày lễ duyệt binh ở Thiên Tân sẽ khởi sự.
Theo sử liệu thì Viên Thế Khải là người gian giảo hai mặt, vờ hứa hẹn với Hoàng đế và phái Duy tân, nhưng lại mật báo cho phái thủ cựu (Hậu đảng). Vì thế mưu sự bị vỡ lở, Thái hậu Từ Hi nhanh chóng ra lệnh bắt giam Hoàng đế, tịch thu tất cả các ấn tín, đồng thời cho bãi bỏ tất cả chiếu lệnh duy tân vừa ban hành. 
Cùng lúc đó, Thái hậu còn ra lệnh bắt hết những người đứng đầu phái Duy tân, nhưng Khang Hữu Vi và Lương Khải Siêu kịp đào thoát sang Nhật Bản, còn Đàm Tự Đồng vì không chịu trốn nên bị giết cùng với 5 người nữa (Khang Quảng Nhân [em Khang Hữu Vi], Lưu Quang Đệ, Lâm Húc, Dương Nhuệ, Dương Thâm Tú), được người đương thời gọi tôn kính là Lục quân tử.
Sử gọi vụ này là Bách nhật duy tân (Cuộc cải cách trăm ngày), là Chính biến Mậu Tuất (1898).
Đàm Tự Đồng bị giết chết ngày 28 tháng 9 năm 1898, lúc 33 tuổi, để lại các bộ sách: [Nhân học, Văn tập, Thi tập' và Tranh nghị.

## Đánh giá
Trích nhận xét của học giả Nguyễn Hiến Lê: 
Đàm Tự Đồng cực lực bài xích tinh thần thủ cựu. Ông cùng với Lương Khải Siêu dùng thể văn "thời vụ" để đả phá hết những gì trói buộc con người, xây đắp một thế giới mới. Đó là một thế giới "nhân đạo", một thế giới "đại đồng". Thơ của ông đều là những bi ca khảng khái. Ông thường tự ví mình với những loài chim hoàng hộc, bạch hạc, muốn lập nên sự nghiệp "nhung mã" của những bậc tráng sĩ. Năm 1898, thấy phái Hậu đảng đàn áp quá, ông bảo: Các nước biến pháp đều phải đổ máu mới thành công. Nay ở nước ta chưa thấy ai đổ máu vì biến pháp, vì vậy mà nước không khá được. Tôi xin làm người đầu tiên đổ máu vậy. Trước khi bị giết chết, ông ngâm bốn thơ mà hai câu cuối cực kỳ bi hùng:
Ngã tự hoàng đao hướng thiên tiếu,
Khứ lưu can đảm lưỡng Côn Lôn.
Nghĩa là:
Ta tự vung đao nhìn trời mà cười,
Lưu lại gan mật cho hai ngọn Côn Lôn.

## Sách tham khảo
- Nguyễn Hiến Lê, Văn học Trung Quốc hiện đại. Nhà xuất bản Văn học tái bản 1993.
- Nguyễn Hiến Lê, Sử Trung Quốc (Tập 2 và Tập 3 in chung). Nhà xuất bản Văn hóa, 1997.
- Vũ Dương Ninh - Nguyễn Văn Hồng, Lịch sử thế giới cận đại. Nhà xuất bản Giáo dục, 2008.